# 台北国際花の博覧会
台北国際花の博覧会（たいぺいこくさいはなのはくらんかい、英：Taipei Int'l Flora Expo、中：2010年臺北國際花卉博覽會））は、中華民国（台湾）台北市で開催されている国際園芸博覧会である。開催期間は2010年11月6日から2011年4月25日。日本では「2010台北国際博覧会」とも呼称される。

## 概要
同博覧会は台湾で開催される初めての国際博覧会であり、会場は台北市内の圓山公園、美術公園、新生公園、大佳河濱公園など14箇所を予定している。博覧会のテーマは「彩花、流水、新視界」である。